# C19H35NO2
化学式C19H35NO2（摩尔质量：309.49 g/mol）可以指：
- 双环维林，CAS号：77-19-0 ，盐酸盐，CAS号：67-92-5
- 2-氰基硬脂酸，CAS号：94380-60-6

|  | 这个同类索引页列出了具有相同分子式的化学物（即同分異構體）条目。 除非您是有意链接至本页，否则应将相应条目的内部链接指向正确的条目。 |